# Grzegorz Ganowicz
Grzegorz Ganowicz (ur. 1 marca 1960 w Gdańsku) – polski inżynier i samorządowiec, od 2005 przewodniczący Rady Miasta Poznania.

## Życiorys
Syn Ryszarda Ganowicza. W 1980 znalazł się wśród organizatorów Niezależnego Zrzeszenia Studentów na Politechnice Poznańskiej. Po wprowadzeniu stanu wojennego zajmował się dystrybucją i redagowaniem drugoobiegowego pisma „Obserwator Wielkopolski”. W 1983 ukończył studia na Wydziale Budownictwa Lądowego Politechniki Poznańskiej. W grudniu 1984 został tymczasowo aresztowany za prowadzoną działalność, następnie skazany na karę 15 miesięcy pozbawienia wolności. W 1986 uzyskał zwolnienie na mocy amnestii.
W 1990 był członkiem komitetu wyborczego Tadeusza Mazowieckiego, działał następnie w Unii Demokratycznej i Unii Wolności. W 1992 został wspólnikiem prywatnego przedsiębiorstwa. Był członkiem i wiceprzewodniczącym rady programowej TVP Poznań. W 2012 został członkiem rady programowej Radia Merkury w Poznaniu. W latach 2009–2017 był członkiem komisji rewizyjnej Zakładów Kórnickich.
W 1998 po raz pierwszy został wybrany na radnego Poznania. Reelekcję uzyskiwał w kolejnych wyborach (2002, 2006, 2010, 2014, 2018 i 2024) z rekomendacji Platformy Obywatelskiej. Pełnił funkcję wiceprzewodniczącego Komisji Kultury i Nauki i wiceprzewodniczącego rady miejskiej. W 2004 wstąpił do PO. W 2005 został przewodniczącym rady miejskiej, stanowisko to utrzymywał po wyborach w 2006, 2010, 2014, 2018 i 2024.
W 2010 był też kandydatem PO na urząd prezydenta Poznania. W 2011 został przedstawicielem miasta w Stowarzyszeniu Gmin i Powiatów Wielkopolski oraz wiceprzewodniczącym zarządu stowarzyszenia, w 2019 delegatem Poznania w Związku Miast Polskich, a w 2022 członkiem rady Teatru Muzycznego w Poznaniu.

## Odznaczenia
W 2009 odznaczony Krzyżem Kawalerskim Orderu Odrodzenia Polski, a w 2015 – Odznaką Honorową za Zasługi dla Samorządu Terytorialnego.